# Pseudochromis ammeri
Pseudochromis ammeri, thường được gọi là cá đạm bì Raja Ampat, là một loài cá biển thuộc chi Pseudochromis trong họ Cá đạm bì. Loài này được mô tả lần đầu tiên vào năm 2012.

## Phân bố và môi trường sống
P. ammeri phân bố ở phía tây Thái Bình Dương, là loài đặc hữu của Indonesia, chỉ được biết đến tại quần đảo Rajah Ampat của Tây Papua. P. ammeri thường sống xung quanh những khu vực có nhiều rạn san hô hoặc những mỏm đá ngầm ở đáy bùn, nơi có nước trong, thường ở độ sâu khoảng 10 - 45 m (đôi khi được nhìn thấy ở độ sâu lên tới 60 m).
P. ammeri được mô tả vào năm 2012 cùng với hai loài họ hàng cũng đến từ Philippines và Indonesia, là Pseudochromis colei và Pseudochromis eichleri.

## Mô tả
P. ammeri trưởng thành dài khoảng 6 cm. Thân trên của P. ammeri có màu xanh tím sẫm với thân dưới màu trắng, được ngăn cách bởi một sọc ngang màu đen hoặc xám đậm, kéo dài đến tận cuống đuôi. Bụng và phần đuôi trên có sọc vàng. Mắt có viền màu xanh lơ. Pseudochromis moorei cũng có màu sắc như P. ammeri, nhưng dải viền mắt của P. ammeri rõ hơn.
Số gai ở vây lưng: 3; Số vây tia mềm ở vây lưng: 24 - 25; Số gai ở vây hậu môn: 3; Số vây tia mềm ở vây hậu môn: 14; Số gai ở vây bụng: 1; Số vây tia mềm ở vây bụng: 5; Số đốt sống: 26.
Thức ăn của P. ammeri có lẽ là rong tảo và các sinh vật phù du nhỏ. Thường sống đơn độc hoặc hợp thành đàn lỏng lẻo. P. ammeri có tính tò mò nên rất dễ chụp ảnh, mặc dù chúng thường núp vào các kẽ đá hoặc dưới san hô khi tiếp cận quá gần.